# Svend Aage Hansen
Svend Aage Hansen (født 4. april 1919 i Gørding, i dag Esbjerg Kommune i Sydvestjylland, død 5. september 2009) var en dansk økonomisk historiker og professor ved Københavns Universitet. Han er især kendt for sit hovedværk, tobindsværket Økonomisk vækst i Danmark, der udkom 1972-74.

## Levnedsløb
Svend Aage Hansen blev født i Gørding i 1919. Hans far var malersvend, og hans mor var syerske. De var imidlertid ikke gift, og Svend Aage så aldrig sin far, men voksede op sammen med moderen på morfaderens husmandssted. Svend Aage Hansen blev en mønsterbryder, der ifølge den senere og yngre kollega Niels Kærgårds vurdering aldrig faldt rigtigt til i det akademiske miljø. Han blev student fra Esbjerg Statsskole i 1939 og derefter cand.polit. i 1946. Fra 1946 til 1966 var han ansat i Det Statistiske Departement (fra 1966 kaldt Danmarks Statistik), hvor han bl.a. i nogle år var redaktør af Statistisk Årbog. Sideløbende hermed var han virksom som lærer og skribent. 1952-58 underviste han på Købmandsskolen og 1955-61 på Handelshøjskolen (i dag CBS). I 1961 blev han undervisningsassistent i økonomisk historie ved Københavns Universitet.
I 1965 blev han dr.polit. med afhandlingen Adelsvældens grundlag om den danske adels demografi i perioden 1475-1720. På baggrund af den blev han i 1966 professor i Danmarks statistik og økonomisk historie ved Økonomisk Institut på Københavns Universitet. Fra 1973, hvor der blev oprettet et selvstændigt professorat i samfundsbeskrivelse, omfattede hans professorat udelukkende økonomisk historie. Han trak sig tilbage fra sit professorat i 1984 som 65-årig.

## Økonomisk vækst i Danmark
Svend Aage Hansens vigtigste og mest citerede arbejde er de to bøger Økonomisk Vækst i Danmark I og II, der udkom i henholdsvis 1972 og 1974. De indeholdt den første systematiske gennemgang, baseret på statistiske oplysninger, af Danmarks økonomiske historie fra starten af 1700-tallet og frem til 1970'erne. Ikke mindst indeholdt de egentlige, af Svend Aage Hansen beregnede nationalregnskabstal for bruttoværditilvækst og andre økonomiske nøgletal for Danmark fra 1818 og frem til 1972 opdelt på 22 erhverv - et enestående arbejde, der på trods af alle usikkerhederne i den type beregninger forlængede det talmæssige grundlag for Danmarks økonomi mere end 100 år tilbage i tiden: Inden dette værk fandtes kun officielle danske nationalregnskabstal fra Danmarks Statistik tilbage til 1930. Siden udgivelsen af dette værk har Svend Aage Hansens historiske nationalregnskabstal været udgangspunktet for alle historiske undersøgelser af denne periode. Værket var blandt de 13 bøger, der af Nationaløkonomisk Tidsskrift ved årtusindskiftet blev valgt som det 20. århundredes danske bøger inden for økonomi.

## Andet forfatterskab
Svend Aage Hansen har bl.a. skrevet afhandlingen Dansk pengehistorie fra 1818-1914 fra 1968 og i 1970 artiklen Early Industrialization in Denmark, der kontroversielt mente, at industrialiseringen i Danmark først fik sit gennembrud i 1890'erne - modsat andre historiske opfattelser, der tidsfæstede gennembruddet til et tidligere tidspunkt. Sammen med den økonomiske historiekollega Ingrid Henriksen skrev han i 1980 bind 6 og 7 i det store værk Danmarks Socialhistorie. I 1970 blev han medredaktør af skriftserien Erhverv og Samfund - en stadig eksisterende af håndbøger med beskrivelser af forskellige samfundsområder, der bl.a. bruges i undervisningen på danske universiteter. Hertil bidrog Svend Aage Hansen også med forfatterskabet af flere bøger i serien.
Politisk var han konservativ, men udtalte sig sjældent i offentligheden. I 1981-82 kom han dog i brændpunktet i den hjemlige offentlige debat, da han med et par kronikker og i en række avisinterview talte om en mulig dansk statsbankerot.
I 2001 udgav han på eget forlag sine erindringer.

## Tillidsposter og hædersbevisninger
Svend Aage Hansen har haft en række forskellige poster udenfor sine to hovedarbejdspladser Danmarks Statistik og Økonomisk Institut. Således var han 1969-90 formand for Dansk sparinvest, sparekassernes aktieinvesteringsforening (Sparinvest), 1974-77 formand for Den danske finansanalytikerforening og 1984-88 for Socialforskningsinstituttet. I en periode i 1970'erne under den urolige periode i kølvandet på studenteroprøret var han institutbestyrer for Økonomisk Institut. I 1981 blev han medlem af Videnskabernes Selskab. I 1980 modtog han Rosenkjærprisen og i 1983 Kosan Prisen.
I 1989 udgav tidsskriftet Økonomi og Politik et festskrift til ære for Svend Aage Hansen.

## Trivia
Ifølge Niels Kærgårds biografi af Svend Aage Hansen, bragt i Nationaløkonomisk Tidsskrift i 2012, var det i 1960'erne en kendt historikervittighed, at Svend Aage Hansen var manden, der på grundlag af prisen på en hest i 1500 og på en vogn i 1600 kunne lave et prisindeks for hestekøretøjer for hele 1500-tallet.